# Дилль-Бунди, Роберт
Роберт Дилль-Бунди (нем. Robert Dill-Bundi; 18 ноября 1958, Шиппи, Вале — 16 сентября 2024) — швейцарский трековый велогонщик. Участник Олимпиады 1976 года. Олимпийский чемпион 1980 года в индивидуальной гонке преследования на 4000 метров (первый и пока единственный швейцарец, выигравший олимпийское золото в трековых велогонках). Победив в финальном заезде на велотреке в «Крылатском», поцеловал покрытие трека.
Дилль-Бунди впервые привлёк международное внимание в 1975 году, когда он стал чемпионом мира среди юниоров в одиночной гонке преследования на чемпионате мира среди юниоров UCI, проходившем в Лозанне.
На Олимпийских играх в Москве стал одним из двух швейцарцев, выигравших медаль (вторую завоевал в дзюдо Юрг Рётлисбергер). Дилль-Бунди стал первым в истории Швейцарии олимпийским чемпионом по велоспорту.
Роберт Дилль-Бунди изображён на почтовой марке КНДР номиналом 20 чон из серии, посвящённой победителям Олимпиады-80, выпущенной 20 октября 1980 года.
В 1999 году врачи диагностировали у него опухоль головного мозга.
Умер 16 сентября 2024 года после продолжительной болезни в возрасте 65 лет.